# Campeonato Europeu de Natação em Piscina Curta de 2008
O Campeonato Europeu de Natação em Piscina Curta de 2008 foi a 12ª edição do evento organizado pela Liga Europeia de Natação (LEN). A competição foi realizada entre os dias 11 e 14 de dezembro de 2008 no Complexo de Piscina Kantrida, em Rijeka na Croácia. O evento contou com a presença de 530 atletas de 40 nacionalidades, com destaque para a Rússia que obteve 14 medalhas no total. Foram quebrados vários recordes mundiais. Dentre eles os 100 m livre masculino quebrado por Amaury Leveaux da França e os 400 m medley feminino quebrado por Mireia Belmonte García da França. Além de recordes mundiais foram quebrados 6 recordes do campeonato e 7 recordes europeus. Na prova dos 200 m costas masculino foi distribuído duas medalhas de ouro, uma para Aschwin Wildeboer da Espanha e outa para Stanislav Donets da Rússia.

## Medalhistas
Esses foram os resultados da competição. 

### Masculino
| Evento          | Ouro                                                                         | Ouro          | Prata | Prata    | Bronze                                                                     | Bronze   |
| 50 m Livre      | Amaury Leveaux · França                                                      | 20.63         | Frédérick Bousquet · França | 20.69    | Duje Draganja · CroáciaYevgeny Lagunov · Rússia                            | 21.15    |
| 100 m Livre     | Amaury Leveaux · França                                                      | 44.94         | Fabien Gilot · França | 45.84    | Filippo Magnini · Itália                                                   | 46.62    |
| 200 m Livre     | Danila Izotov · Rússia                                                       | 1:43.09       | Dominik Meichtry · Suíça | 1:43.11  | Massimiliano Rosolino · Itália                                             | 1:43.52  |
| 400 m Livre     | Paul Biedermann · Alemanha                                                   | 3:37.73       | Massimiliano Rosolino · Itália | 3:39.33  | Mads Glæsner · Dinamarca                                                   | 3:39.77  |
| 1500 m Livre    | Federico Colbertaldo · Itália                                                | 14:24.21      | Vitaly Romanovich · Rússia | 14:29.64 | Samuel Pizzetti · Itália                                                   | 14:31.60 |
| 50 m Costas     | Stanislav Donets · Rússia                                                    | 23.22         | Aschwin Wildeboer · Espanha | 23.28    | Ľuboš Križko · Eslováquia                                                  | 23.47    |
| 100 m Costas    | Stanislav Donets · Rússia                                                    | 49.32         | Aschwin Wildeboer · Espanha | 49.61    | Helge Meeuw · Alemanha                                                     | 50.89    |
| 200 m Costas    | Aschwin Wildeboer · EspanhaStanislav Donets · Rússia                         | 1:49.22       | Nenhum |          | Pierre Roger · França                                                      | 1:52.26  |
| 50 m Peito      | Matjaž Markič · Eslovênia                                                    | 26.47         | Aleksander Hetland · Noruega | 26.64    | Emil Tahirovič · Eslovênia                                                 | 26.66    |
| 100 m Peito     | Igor Borysik · Ucrânia                                                       | 57.33         | Hugues Duboscq · França | 57.64    | James Gibson · Reino Unido                                                 | 57.91    |
| 200 m Peito     | Hugues Duboscq · França                                                      | 2:04.59       | Edoardo Giorgetti · Itália | 2:04.98  | Igor Borysik · Ucrânia                                                     | 2:05.47  |
| 50 m Borboleta  | Amaury Leveaux · França                                                      | 22.23         | Milorad Čavić · Sérvia | 22.36    | Rafael Muñoz Pérez · Espanha                                               | 22.46    |
| 100 m Borboleta | Milorad Čavić · Sérvia                                                       | 49.19         | Rafael Muñoz Pérez · Espanha | 49.74    | Nikolay Skvortsov · Rússia                                                 | 49.98    |
| 200 m Borboleta | Nikolay Skvortsov · Rússia                                                   | 1:50.60       | Dinko Jukić · Áustria | 1:52.31  | Maxim Ganikhin · Rússia                                                    | 1:52.32  |
| 100 m Medley    | Peter Mankoč · Eslovênia                                                     | 51.97         | Christian Galenda · Itália | 52.29    | James Godda rd · Reino Unido                                               | 52.36    |
| 200 m Medley    | James Goddard · Reino Unido                                                  | 1:53.46       | Vytautas Janušaitis · Lituânia | 1:54.51  | Alan Cabello Forns · Espanha                                               | 1:55.70  |
| 400 m Medley    | Dinko Jukić · Áustria                                                        | 4:03.01       | Gergő Kis · Hungria | 4:03.81  | Lukasz Wojt · Polónia                                                      | 4:05.13  |
| 4x50 m Livre    | França · Alain Bernard · Fabien Gilot · Amaury Leveaux · Frédérick Bousquet  | 1:20.77 WBT * | Itália · Alessandro Calvi · Marco Orsi · Mattia Nalesso · Filippo Magnini                                                                                       | 1:23.37  | Croácia · Duje Draganja · Alexei Puninski · Bruno Barbic · Mario Todorovic | 1:23.68  |
| 4x50 m Medley   | Itália · Mirco di Tora · Alessandro Terrin · Marco Belotti · Filippo Magnini | 1:32.91 WBT * | Rússia · Stanislav Donets · Sergey Geybel · Yevgeny Korotyshkin · Yevgeny Lagunov Alemanha · Thomas Rupprath · Marco Koch · Johannes Dietrich · Steffen Deibler | 1:33.31  | Nenhum                                                                     |          |

* Melhor tempo do mundo (não é um recorde mundial oficial, porque o órgão regulador mundial FINA não reconhece tempos de revezamento 4 × 50 m)

### Feminino
| Evento          | Ouro                                                                                          | Ouro          | Prata                                                                         | Prata   | Bronze                                                                         | Bronze  |
| 50 m Livre      | Marleen Veldhuis · Países Baixos                                                              | 23.55         | Hinkelien Schreuder · Países Baixos                                           | 23.72   | Jeanette Ottesen · Dinamarca                                                   | 24.05   |
| 100 m Livre     | Marleen Veldhuis · Países Baixos                                                              | 51.95         | Jeanette Ottesen · Dinamarca                                                  | 52.08   | Ranomi Kromowidjojo · Países Baixos                                            | 52.22   |
| 200 m Livre     | Federica Pellegrini · Itália                                                                  | 1:51.85       | Femke Heemskerk · Países Baixos                                               | 1:53.79 | Daria Belyakina · Rússia                                                       | 1:53.85 |
| 400 m Livre     | Coralie Balmy · França                                                                        | 3:56.39       | Camille Muffat · França                                                       | 3:57.48 | Alessia Filippi · Itália                                                       | 3:59.35 |
| 800 m Livre     | Alessia Filippi · Itália                                                                      | 8:04.53       | Coralie Balmy · França                                                        | 8:05.32 | Lotte Friis · Dinamarca                                                        | 8:09.91 |
| 50 m Costas     | Sanja Jovanović · Croácia                                                                     | 26.23         | Kateryna Zubkova · Ucrânia                                                    | 26.65   | Elena Gemo · Itália                                                            | 26.77   |
| 100 m Costas    | Sanja Jovanović · Croácia                                                                     | 56.87         | Kateryna Zubkova · Ucrânia                                                    | 57.01   | Laure Manaudou · França                                                        | 57.16   |
| 200 m Costas    | Alexandra Putra · França                                                                      | 2:02.48       | Alexianne Castel · França                                                     | 2:03.10 | Elizabeth Simmonds · Reino Unido                                               | 2:03.12 |
| 50 m Peito      | Valentina Artemyeva · Rússia                                                                  | 29.96         | Janne Schaefer · Alemanha                                                     | 30.37   | Moniek Nijhuis · Países Baixos                                                 | 30.45   |
| 100 m Peito     | Valentina Artemyeva · Rússia                                                                  | 1:05.02       | Sophie de Ronchi · França                                                     | 1:05.43 | Mirna Jukić · Áustria                                                          | 1:05.64 |
| 200 m Peito     | Alena Alekseeva · Rússia                                                                      | 2:19.93       | Mirna Jukić · Áustria                                                         | 2:20.48 | Patrizia Humplik · Suíça                                                       | 2:21.68 |
| 50 m Borboleta  | Hinkelien Schreuder · Países Baixos                                                           | 25.21         | Jeanette Ottesen · Dinamarca                                                  | 25.54   | Diane Bui Duyet · França                                                       | 25.55   |
| 100 m Borboleta | Jeanette Ottesen · Dinamarca                                                                  | 56.70 ,       | Diane Bui Duyet · França                                                      | 56.83   | Eszter Dara · Hungria                                                          | 56.88   |
| 200 m Borboleta | Petra Granlund · Suécia                                                                       | 2:04.27       | Aurore Mongel · França                                                        | 2:04.73 | Jemma Lowe · Reino Unido                                                       | 2:04.78 |
| 100 m Medley    | Hanna-Maria Seppälä · Finlândia                                                               | 59.24 ,       | Evelyn Verrasztó · Hungria                                                    | 59.49   | Francesca Segat · Itália                                                       | 59.61   |
| 200 m Medley    | Francesca Segat · Itália                                                                      | 2:07.03       | Evelyn Verrasztó · Hungria                                                    | 2:07.93 | Sophie de Ronchi · França                                                      | 2:08.10 |
| 400 m Medley    | Mireia Belmonte García · Espanha                                                              | 4:25.06       | Alessia Filippi · Itália                                                      | 4:26.06 | Francesca Segat · Itália                                                       | 4:27.12 |
| 4x50 m Livre    | Países Baixos · Hinkelien Schreuder · Inge Dekker · Ranomi Kromowidjojo · Marleen Veldhuis    | 1:33.80 WBT * | Suécia · Petra Granlund · Claire Hedenskog · Sarah Sjöström · Lovisa Ericsson | 1:38.00 | Alemanha · Dorothea Brandt · Petra Dallmann · Lisa Vitting · Daniela Schreiber | 1:38.06 |
| 4x50 m Medley   | Países Baixos · Ranomi Kromowidjojo · Moniek Nijhuis · Hinkelien Schreuder · Marleen Veldhuis | 1:45.73 WBT * | Alemanha · Daniela Samulski · Janne Schaefer · Lena Kalla · Petra Dallmann    | 1:46.84 | Itália · Elena Gemo · Roberta Panara · Silvia di Pietro · Federica Pellegrini  | 1:47.05 |

* Melhor tempo do mundo (não é um recorde mundial oficial, porque o órgão regulador mundial FINA não reconhece tempos de revezamento 4 × 50 m)

## Quadro de medalhas
O quadro de medalhas foi publicado. 
| Ordem | País          | Medalha de ouro | Medalha de prata | Medalha de bronze | Total |
| ----- | ------------- | --------------- | ---------------- | ----------------- | ----- |
| 1     | Rússia        | 8               | 2                | 4                 | 14    |
| 2     | França        | 7               | 9                | 4                 | 20    |
| 3     | Itália        | 5               | 5                | 8                 | 18    |
| 4     | Países Baixos | 5               | 2                | 2                 | 9     |
| 5     | Espanha       | 2               | 3                | 2                 | 7     |
| 6     | Croácia       | 2               | 0                | 2                 | 4     |
| 7     | Eslovênia     | 2               | 0                | 1                 | 3     |
| 8     | Alemanha      | 1               | 3                | 2                 | 6     |
| 9     | Dinamarca     | 1               | 2                | 3                 | 6     |
| 10    | Áustria       | 1               | 2                | 1                 | 4     |
| 10    | Ucrânia       | 1               | 2                | 1                 | 4     |
| 12    | Sérvia        | 1               | 1                | 0                 | 2     |
| 12    | Suécia        | 1               | 1                | 0                 | 2     |
| 14    | Reino Unido   | 1               | 0                | 4                 | 5     |
| 15    | Finlândia     | 1               | 0                | 0                 | 1     |
| 16    | Hungria       | 0               | 3                | 1                 | 4     |
| 17    | Suíça         | 0               | 1                | 1                 | 2     |
| 18    | Lituânia      | 0               | 1                | 0                 | 1     |
| 18    | Noruega       | 0               | 1                | 0                 | 1     |
| 20    | Polónia       | 0               | 0                | 1                 | 1     |
| 20    | Eslováquia    | 0               | 0                | 1                 | 1     |
| Total | Total         | 39              | 38               | 38                | 115   |

Legenda
| Recorde mundial       | Recorde mundial (World record)               |                       | Recorde africano                      | Recorde africano (African) |                                           | Q | Classificado por posição (Qualified) |
| Recorde do campeonato | Recorde do campeonato (Championship record)  | Recorde da América    | Recorde da América (Americas)         | q                          | Classificado por melhor tempo (Qualified) |   |                                      |
| Melhor marca do ano   | Melhor marca do ano (World leading)          | Recorde asiático      | Recorde asiático (Asian)              | DNS                        | Não largou (Did not start)                |   |                                      |
| Recorde nacional      | Recorde nacional (National record)           | Recorde europeu       | Recorde europeu (European)            | DNF                        | Não terminou (Did not finish)             |   |                                      |
| Recorde pessoal       | Recorde pessoal do atleta (Personal best)    | Recorde da Oceania    | Recorde da Oceania (Oceania)          | DSQ / DQ                   | Desclassificado (Disqualified)            |   |                                      |
| Recorde da temporada  | Recorde da temporada do atleta (Season best) | Recorde sul-americano | Recorde sul-americano (South America) | NM                         | Sem marca (No mark)                       |   |                                      |